# 洪斯吕克山区基希贝格
洪斯吕克山区基希贝格（德語：Kirchberg (Hunsrück)），简称基希贝格（德語：Kirchberg，發音：[ˈkɪʁçbɛʁk] ⓘ），是德国莱茵兰-普法尔茨州莱茵-洪斯吕克县的城市，面积18.05平方千米，2023年12月31日人口为4,177人。